# Noelia Voigt
Noelia Victoria Voigt Briceño, (Sarasota, Florida, 1 de noviembre de 1999) es una modelo y reina de belleza estadounidense. Fue coronada Miss USA 2023 el 29 de septiembre del 2023. Es la tercera mujer de Utah en ganar Miss USA, 63 años después de su última victoria en 1960.
Representó a los Estados Unidos en el certamen Miss Universo 2023 en El Salvador, donde clasificó entre las 20 Semifinalistas. El 6 de mayo de 2024 renunció a su título.

## Biografía
Nació en Sarasota, Florida, de madre venezolana, Jackeline Coromoto Briceño proveniente de la ciudad de Maracaibo, y de padre estadounidense, Jack David Voigt, un jugador de béisbol profesional que jugó para el equipo de las Águilas del Zulia en Venezuela. Voigt es la primera estadounidense de ascendencia venezolana (por parte de madre) en ganar el título de Miss Utah USA y, finalmente, Miss USA, estudió diseño de interiores en la Universidad de Alabama, donde es especializada en dicha rama.

## Incursión en concursos de belleza

### Miss USA 2023
Después de conseguir el puesto de primera finalista en Miss Alabama USA por segunda vez consecutiva, se mudó a Salt Lake City, Utah, en abril de 2023 y compitió por el título de Miss Utah USA 2023. Después de ganar su concurso estatal adoptivo, obtuvo el derecho a representar a Utah en Miss USA 2023 el 29 de septiembre de 2023, en Reno, Nevada, donde resultó ganadora. El 6 de mayo de 2024 renunció a su título. 

### Miss Universo 2023
Como Miss USA 2023, representó a los Estados Unidos en el certamen de belleza Miss Universo 2023, realizado en El Salvador el 18 de noviembre. Voigt clasificó entre las 20 semifinalistas del certamen.

## Vida personal
Desde el 5 de octubre de 2018, está en una relación con el ingeniero de construcción Jack Henry Hendrix. El 3 de diciembre de 2024, anunció su compromiso matrimonial.